# Planetaire differentiatie
In de kosmogonie is planetaire differentiatie een proces waarbij door fractionatie en/of dichtheidsverschillen de scheikundige elementen in een planeet zich in een bepaald reservoir (gedeelte van de planeet) concentreren. Zulke processen hebben bijvoorbeeld de samenstelling van de Aarde bepaald en leidden tot de vorming van de qua samenstelling zeer verschillende aardkern, aardmantel, aardkorst en aardatmosfeer.
Dichtere bestanddelen zinken naar de planeetkern terwijl de minder dichte materialen naar de oppervlakte stijgen. Maar behalve verschillen in dichtheid is ook de scheikundige aard van elementen van belang en hun onderlinge "associaties", die worden gegeven door de Goldschmidt classificatie. Uranium bijvoorbeeld, het zwaarste in de natuur voorkomende element, heeft zich niet in de kern maar juist in de korst van de Aarde geconcentreerd omdat het zeer incompatibel is. 

## Differentiatie in de Aarde
Differentiatie in de Aarde is een doorlopend proces sinds de vorming van de planeet. Dankzij door temperatuursverschillen aangedreven convectiestroming in kern en mantel zijn deze reservoirs relatief goed gemengd en homogeen van scheikundige samenstelling. De aardkorst is het product van differentiatie in de mantel
Van zowel de aardkern als mantel is de samenstelling redelijk homogeen. De incompatibele elementen hebben zich opgehoopt in de aardkorst en vermoedelijk in de D"-laag. Dit is een laag van onregelmatige dikte tussen de aardkern en mantel in. Men vermoedt dat hot-spots verschijnselen zijn waar materiaal uit de D"-laag aan het aardoppervlak komt. Een bekende hot-spotzone is Hawaï.
Op Aarde heeft differentiatie gezorgd dat de korst een dichtheid heeft van 3000 kg/m3 terwijl de gemiddelde dichtheid van de planeet 5515 kg/m3 bedraagt.

### Ontstaan van de opbouw van de Aarde
Vanwege de verrijking van siderofiele elementen (bijvoorbeeld nikkel en ijzer) in de aardkern wordt aangenomen dat de differentiatie tussen mantel en kern nog tijdens het accretiestadium plaatsvond. Toen de Aarde voldoende massa had begon de temperatuur binnenin op te lopen, wat leidde tot partieel smelten van metalen. Silicaten bleven in de vaste fase en de zwaardere smelt zonk naar beneden.
Het relatief weinig voorkomen van siderofiele elementen op en in de Maan is een van de belangrijkste argumenten voor de hypothese van een Grote Inslag. Modellen laten zien dat als deze inslag onder een kleine hoek plaatsvond, een groot deel van de mantel de ruimte in geslagen werd, maar de aardkern niet beïnvloed werd. De inslaghypothese gaat ervan uit dat de Maan gevormd werd uit materiaal dat zo in een baan om de Aarde terechtkwam.
Na de inslag moet de aardmantel compleet gesmolten zijn geweest (overigens geldt hetzelfde voor de mantel van de Maan). Door het stollen van deze magma-oceaan ontstond de eerste korst, die basaltisch van samenstelling was. Door hevige convectiestroming in de zeer hete mantel is van de eerste korst niets bewaard gebleven. Nadat de Aarde afkoelde konden door verdere differentiatie steeds lichtere gesteenten stollen. Uiteindelijk moet dit in het Vroege Archeïcum (3,5 tot 3 miljard jaar geleden) geleid hebben tot de vorming van continentale korst en de eerste kleine continenten. Tegenwoordig worden deze zeer oude stukken continentale korst kratons genoemd. Er zijn verschillende modellen voor de snelheid waarmee de continenten sindsdien gegroeid zijn. Men neemt echter aan dat de snelheden van aangroei en vernietiging sinds het begin van het Fanerozoïcum (540 miljoen jaar geleden) elkaar in evenwicht hebben gehouden.